# گوش دیونیسوس
گوش دیونیسوس (ایتالیایی: Orecchio di Dionisio) غار سنگ آهکی است که از تپه تمه‌نیتس در شهر سیراکوز، در جزیره سیسیل در ایتالیا کنده شده‌است.
نام غار در سال ۱۶۰۸ توسط نقاش کاراواجو پس از اینکه ریاضیدان، باستان‌شناس و باستان‌شناس، وینسینزو میرابلا را به بازدید از غار برد، ابداع شد. این نام به دیونیسوس یکم سیراکوس اشاره دارد.